# Jaguar E-Pace
Jaguar E-Pace är en CUV som den brittiska biltillverkaren Jaguar introducerade på bilsalongen i Frankfurt i september 2017.

Versioner:
| Modell | Årsmodell | Motor               | Cylindervolym | Effekt | Bränslesystem                      |
| ------ | --------- | ------------------- | ------------- | ------ | ---------------------------------- |
| D150   | 2018-20   | 4-cyl radmotor DOHC | 1999 cm³      | 150 hk | Common rail turbodiesel            |
| D180   | 2018-20   | 4-cyl radmotor DOHC | 1999 cm³      | 180 hk | Common rail turbodiesel            |
| D240   | 2018-20   | 4-cyl radmotor DOHC | 1999 cm³      | 240 hk | Common rail turbodiesel            |
| P200   | 2018-     | 4-cyl radmotor DOHC | 1997 cm³      | 200 hk | Direktinsprutning, turbo           |
| P250   | 2018-     | 4-cyl radmotor DOHC | 1997 cm³      | 250 hk | Direktinsprutning, turbo           |
| P300   | 2018-     | 4-cyl radmotor DOHC | 1997 cm³      | 300 hk | Direktinsprutning, turbo           |
| P160   | 2021-     | 3-cyl radmotor DOHC | 1497 cm³      | 160 hk | Direktinsprutning, turbo           |
| P300e  | 2021-     | 3-cyl radmotor DOHC | 1497 cm³      | 310 hk | Direktinsprutning, turbo + elmotor |
| D165   | 2021-     | 4-cyl radmotor DOHC | 1997 cm³      | 163 hk | Common rail turbodiesel            |
| D200   | 2021-     | 4-cyl radmotor DOHC | 1997 cm³      | 204 hk | Common rail turbodiesel            |